# Cicadella viridis
Espèce
Cicadella viridis, la Cicadelle verte , ou Cicadelle du Jonc, est une espèce d'insectes hémiptères de la famille des Cicadellidae. Comme les autres cicadelles, grâce à son rostre, elle se nourrit de la sève de végétaux.

## Description

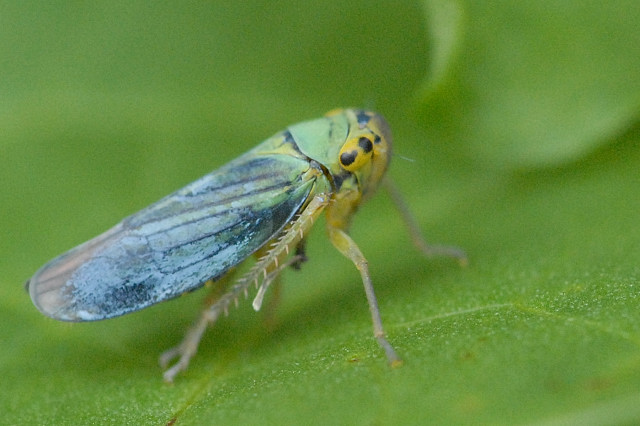
Une « cicadelle verte » - mâle.

Longueur du corps : 7 à 9 mm. Les hémiélytres de la femelle sont généralement verts, mais ceux du mâle sont de couleurs variables : bleus, brun noirâtre à purpurins. Le bord antérieur de la tête est arrondi, bicolore. Le pronotum est jaune vers l'avant, vert en arrière.

## Dénomination
Cicadella viridis a été nommée par Carl von Linné en 1758.
Le nom vernaculaire « cicadelle verte » qualifie plus objectivement les femelles.

## Écologie
Cicadella viridis, espèce commune en Europe et en Asie, vit sur les plantes herbacées des milieux humides, tourbeux ou marécageux et sur les arbustes, où elle peut créer des dommages en pondant ses œufs dans les jeunes rameaux. Les adultes sont visibles en Europe de juillet à octobre.